# Commune de Loksa
Loksa (estonien : Loksa vald) est une ancienne commune rurale du Comté de Harju  en Estonie. 
En 2005, elle est absorbée par la Commune de Kuusalu.
La commune de Kuusalu était composée  de 28 villages dont les plus importants étaient Vihasoo, Suurpea et Viinistu.